# Olivier Chastel
Olivier Chastel (Liegi, 22 novembre 1964) è un politico belga, membro e Presidente del Movimento Riformatore dal 12 dicembre 2014 al 18 febbraio 2019, ha ricoperto precedentemente l'incarico di Ministro federale per la cooperazione allo sviluppo nel Governo Leterme II nel 2011 e Ministro federale per il bilancio e la semplificazione amministrativa nel Governo Di Rupo dal 2011 al 2014.

## Biografia
Olivier Chastel si è laureato presso il Royal Athenaeum di Charleroi nel 1982 e si è laureato come farmacista presso l'Université libre de Bruxelles nel 1987.
Dopo essersi perfezionato alcuni anni nella Chimica analitica dell'Istituto di Farmacia (ULB), in cui era assistente ricercatore e per il quale è ancora un collaboratore scientifico, si trova all'interno del Laboratorio d'analisi Quality Assistance a Thuin, dove è stato responsabile del dipartimento e responsabile qualità, e diventa specialista di garanzia della qualità. Olivier Chastel è oggi un farmacista industriale ed esperto - consulente dei laboratori di collaudo.
Dal 1998, oltre a svolgere un lavoro marginale e la sua passione nel praticare il tennis e l'allevamento Bovaro delle Fiandre, Olivier Chastel si dedica alla politica comunale e ottiene un mandato come ministro del Bilancio e della semplificazione amministrativa.
Consigliere a Charleroi dal 1993, Olivier Chastel ha fatto i suoi primi dibattiti parlamentari diventando un deputato vallone nel 1998, sostituendo Etienne Knoops.
Pochi mesi dopo, si è investito a guidare la lista liberale per la Camera dei Rappresentanti nel distretto di Charleroi - Thuin e quasi 12 000 elettori gli hanno dato fiducia nel giugno 1999. Olivier Chastel siede in particolare alla Commissione di Infrastruttura della Camera. È stato membro della commissione SABENA e, come presidente della commissione per le petizioni, ha sostenuto l'attività dei mediatori federali, la cui missione è quella di facilitare le relazioni dei cittadini con l'amministrazione. Olivier Chastel è stato eletto vicepresidente della Camera dei Rappresentanti. con 22.133 voti di preferenza ottenuti nelle elezioni legislative (maggio 2003) sul collegio elettorale dell'Hainaut.
Dal febbraio al luglio 2004, Olivier Chastel detiene il ruolo di Ministro delle Arti, delle Lettere e dell'Audiovisione.
A livello comunale, Olivier Chastel ha ottenuto più di 17.000 voti di preferenza nelle elezioni dell'ottobre 2006.
Al di là di questi risultati elettorali, il Movimento Riformatore ha anche partecipato dal 4 dicembre 2006 alle responsabilità del Comune di Charleroi con la presenza di due Assessori presso il Collegio Comunale.
Olivier Chastel è stato anche il capo dell'elenco nella Camera per la Provincia dell'Hainaut durante le elezioni legislative del giugno 2007.
Il Movimento Riformatore Hennuyer ha raccolto 199.859 voti, vale a dire 40.000 voti in più rispetto alle elezioni del 2003. Il punteggio del MR non è mai stato così alto nell'Hainaut con il 27% dei voti (un aumento del 5%). Ma questi risultati eccezionali hanno permesso anche al MR di raccogliere un sesto posto nella Camera dei Rappresentanti..
Olivier Chastel, con i suoi 67.180 voti, ha triplicato il suo punteggio nelle elezioni federali del 2003. Ha registrato il punteggio più alto nella Camera dopo il punteggio di Didier Reynders.
Il 20 marzo 2008 Oliver Chastel è stato nominato Segretario di Stato per gli affari europei.
Nelle elezioni europee del giugno 2009 Olivier Chastel (terzo nella lista guidata da Louis Michel e Frédérique Ries) ha ottenuto 74.616 voti di preferenza.
Nelle elezioni del giugno 2010, Olivier Chastel è stato rieletto alla Camera dei Rappresentanti. Dopo una buona presidenza belga del Consiglio dell'UE, nel febbraio 2011 Olivier Chastel è diventato ministro per la cooperazione allo sviluppo, responsabile degli affari europei, a seguito dell'elezione di Charles Michel come presidente del Movimento Riformatore.
Il 6 dicembre 2011 Olivier Chastel è diventato Ministro del bilancio e della semplificazione amministrativa. Continua il suo viaggio a livello federale. Charles Michel ha affermato che con Olivier Chastel nel bilancio, il MR sarà in prima linea per effettuare il consolidamento fiscale riducendo lo stile di vita dello Stato e combattere i rifiuti.
Con il suo bilancio come ministro del bilancio Olivier Chastel riceve la fiducia di 41.921 hainuyers nelle elezioni federali del 2014. 153.304 elettori di fiducia nella lista MR sono un aumento del 3,24% e il guadagno di un posto rispetto alle elezioni del 2010.
Il Movimento Riformatore è stato chiamato alla tavola di negoziazione, con il guadagno di altri 16 parlamentari, di cui 4 a livello federale. Charles Michel siglò un accordo governativo con la NVA, il CD & V e l'Open VLD e divenne primo ministro.
Dopo quasi tre anni come ministro federale per il bilancio, Olivier Chastel è ritornato membro della Camera dei deputati.
Il 20 ottobre 2014, Charles Michel ha proposto al Consiglio del Movimento Riformatore di nominare Olivier Chastel come presidente del MR in attesa di un'elezione interna. Le elezioni, tenute all'inizio del dicembre via mail a tutti i militanti, confermano Olivier Chastel come presidente. Con una partecipazione eccezionale del 50,89% degli attivisti e un risultato del 94,4% dei voti favorevoli, Olivier Chastel è ufficialmente il nuovo Presidente del MR dal 12 dicembre 2014.